# Arabeske (Musikrichtung)
Arabeske (türkisch Arabesk) ist eine orientalische Musikrichtung, deren sentimentale Texte von unerfüllter Liebe, dem Leiden an der Welt sowie den konkreten Sorgen des Alltags handeln. Arabeske ist seit Ende der 1960er Jahre ein Bestandteil der türkischen Popmusik und entstand in der Türkei aus der Vermischung türkischer Volksmusik, arabischer Klänge und westlicher Popmusik.

## Spielweise und Verbreitung
In der Türkei wurde Arabeske in den 1940er-Jahren durch Haydar Tatlıyay (1890–1963) und andere Künstler populär. Das 1948 erwirkte Verbot arabischsprachiger Musik war nicht erfolgreich, da viele Türken auf ihren Radiogeräten Radio Kairo empfingen und arabische Musik weiterhin hohe Popularität genoss. Mitte der 1960er wurden Volksmusikelemente in die arabeske Musik bei Musikern wie Ahmet Sezgin und Abdullah Yüce eingearbeitet. Müslüm Gürses und andere Künstler fügten der arabesken Musik später angloamerikanischen Rock & Roll hinzu. Weitere bekannte türkische Sänger sind Orhan Gencebay, Emrah, İbrahim Erkal, Mahsun Kırmızıgül, İbrahim Tatlıses, Ferdi Tayfur, Muhabbet, Ebru Gündeş, Özcan Deniz, Azer Bülbül, Hakkı Bulut.
Zu einem typischen Orchester gehören mehrere Violinen, eine elektro bağlama (eine Form der Langhalslaute saz mit magnetischem Tonabnehmer), eine Trapezzither kanun, ein bis zwei Bechertrommeln darbuka, die Rahmentrommel davul ohne Schellenkranz oder mit Schellenkranz (def) und E-Bass. In einem kleineren Orchester begleiten Akkordeon, elektro bağlama und darbuka den Sänger.
Über die Verwurzelung der Arabeske bei den einfachen Bevölkerungsschichten steht die Arabeske mit der nachfolgenden Özgün Müzik in Verbindung.